# Vanault-les-Dames
Vanault-les-Dames é uma comuna francesa na região administrativa do Grande Leste, no departamento de Marne. Estende-se por uma área de 19.97 km², e possui 365 habitantes, segundo o censo de 2018, com uma densidade de 18 hab/km².